# Geschützter Landschaftsbestandteil Gehölzstreifen Askuhle

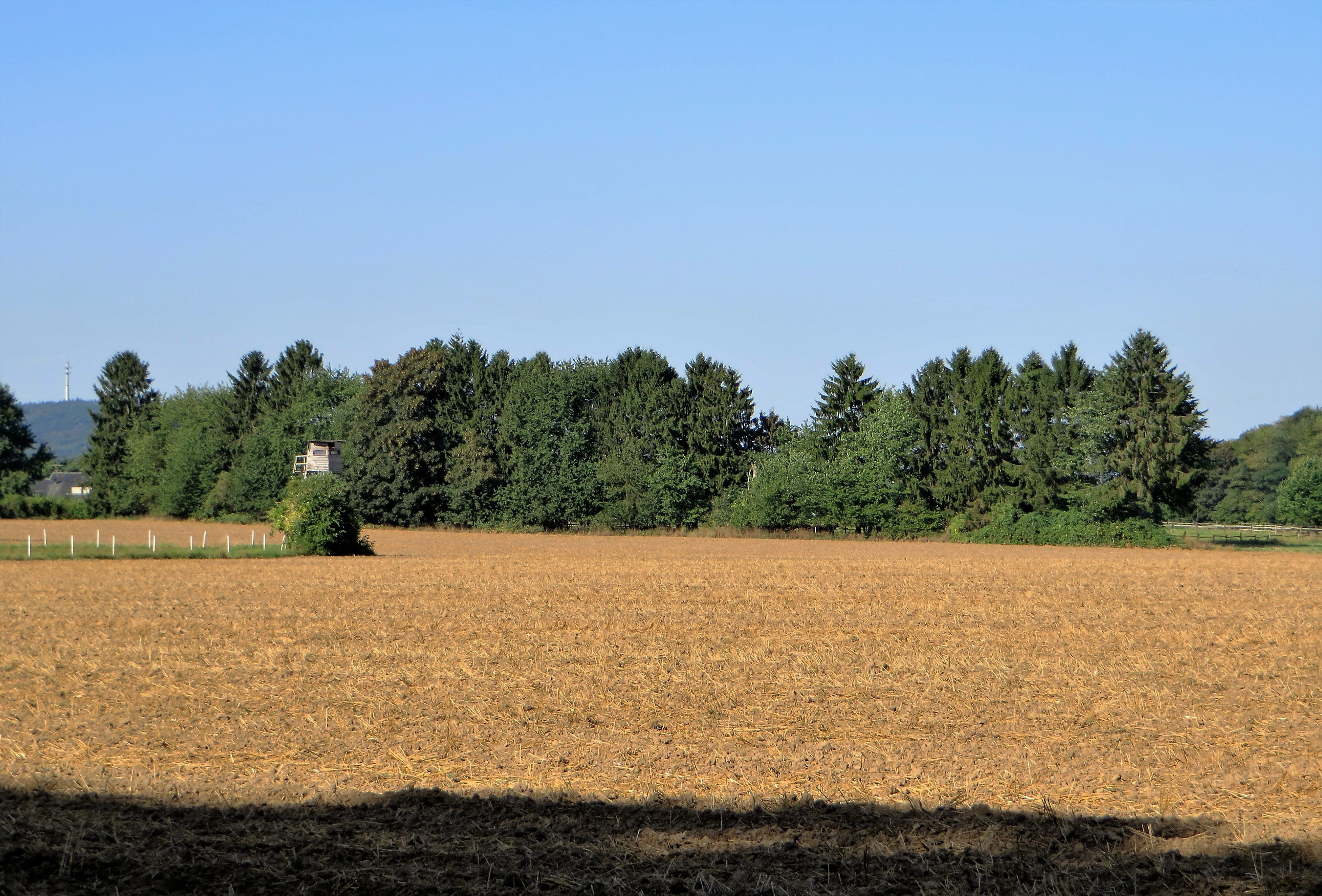
Geschützter Landschaftsbestandteil Gehölzstreifen Askuhle

Der Geschützte Landschaftsbestandteil Gehölzstreifen Askuhle mit einer Flächengröße von 0,21 ha liegt auf dem Gebiet der kreisfreien Stadt Hagen in Nordrhein-Westfalen. Der LB wurde 1994 mit dem Landschaftsplan der Stadt Hagen vom Stadtrat von Hagen ausgewiesen.

## Beschreibung
Beschreibung im Landschaftsplan: „Es handelt sich um einen Gehölzstreifen mit Feldgehölzen und vereinzelten Koniferen nördlich von Haßley.“

## Schutzzweck
Laut Landschaftsplan erfolgte die Ausweisung „zur Sicherung der Leistungsfähigkeit des Naturhaushalts durch Erhalt eines Nist-, Brut-, Nahrungs- und Rückzugsbiotops, insbesondere für Vögel und Kleinsäuger der Feldflur“.